# Musique chrétienne

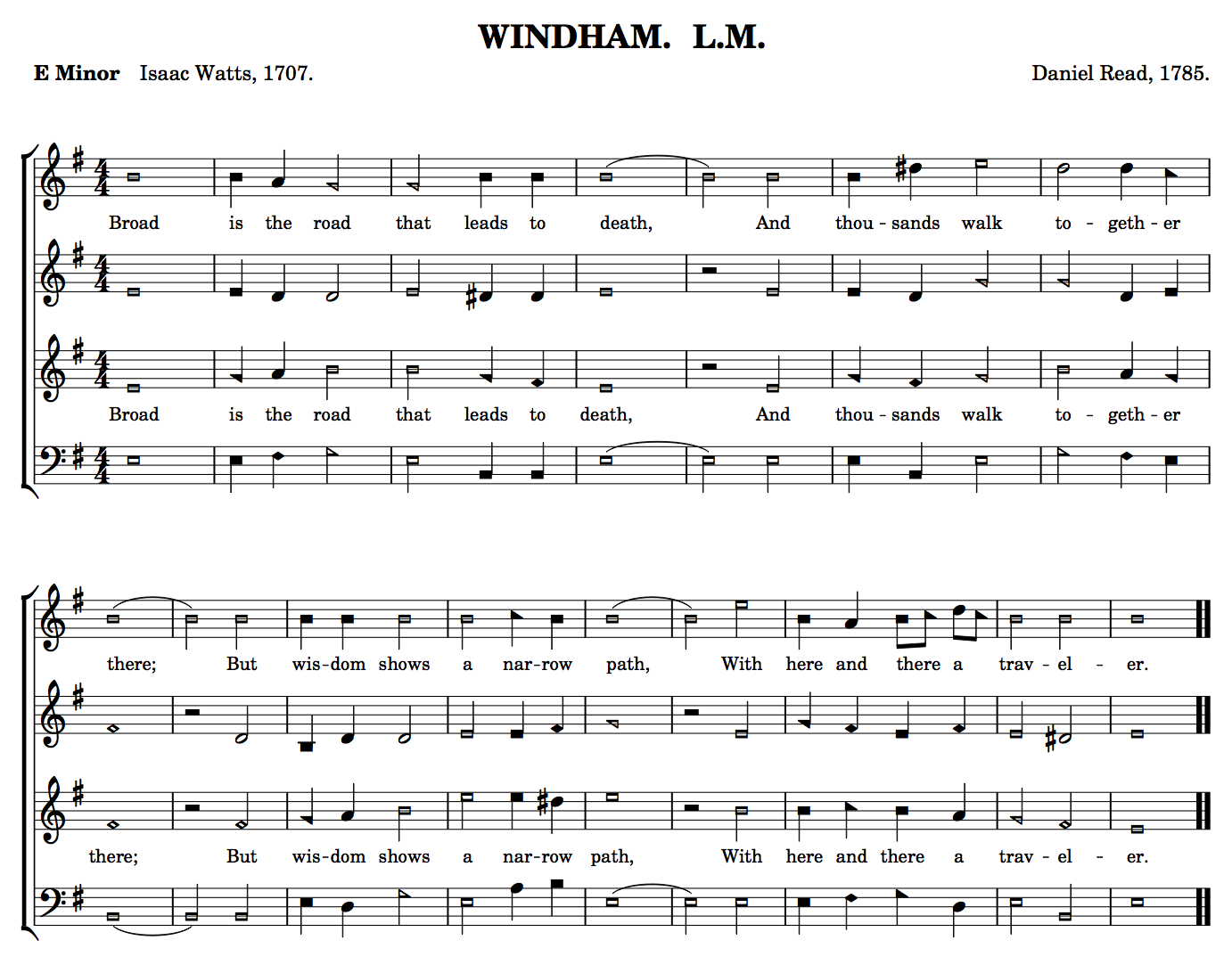
Windham, chant chrétien

La musique chrétienne englobe tous les styles de musique qui se composent de thèmes chrétiens, quels qu'en soient les mouvements et approches.  

## Histoire
Le chant chrétien, accompagné d'instruments de musique et basé sur le  livre des Psaumes est un des premiers styles de musique chrétienne. Puis le chant grégorien s'est installé dans les églises . Au XVIe siècle, la Réforme protestante introduit le chant en langue vernaculaire au lieu du latin, ce qui donne lieu à la production d'un répertoire typiquement luthérien, les chorals et d'un répertoire de tradition réformée basé sur la traduction des psaumes. Au XIXe siècle, le Réveil fait apparaître une grande diversité de musique chrétienne à la fois sacrée (les cantiques destinés aux cultes) et profane (destinée à soutenir l'évangélisation dans les lieux publics). Le negro spiritual et le gospel font partie, aux États-Unis, de cette vague de renouveau musical chrétien. En 1964, la Gospel Music Association est fondée à Nashville . En 1969, les Dove Awards, une cérémonie de récompense musicale chrétienne sont fondés à Memphis, Tennessee , et sur ce modèle sont fondés en 2014 les Angels Music Awards à Paris.

## Musique chrétienne contemporaine
La musique chrétienne contemporaine regroupe divers styles de musique qui se sont développés aussi bien à l’extérieur de ces communautés qu'à l’intérieur de celles-ci  : du rock chrétien au hip-hop chrétien en passant par le punk chrétien ou encore le metal chrétien . Dans les années 1980 et 1990, la musique chrétienne contemporaine a pris une place considérable dans les services chrétiens évangéliques,. Une grande variété de styles musicaux a développé la louange traditionnelle .